# اعتماد على الباربيتوريات
يتنامى الاعتماد على البَاربيتوريات مع التعاطي المنتظم لها. وهذا بدوره قد يؤدي إلى الحاجة لزيادة جُرَع الدواء للحصول على التأثير الدوائي أو العلاجي المطلوب. قد يؤدي تعاطي البَاربيتوريات إلى الإدمان أو الاعتماد الجسدي، ولذا توجد احتمالية عالية للاستعمال الزائد أو غير الطبي لها. إلا أنها لا تؤثر على جميع المتعاطين.
تشمل التدابير العلاجية لتعاطي البَاربيتوريات مراعاة عمر المصاب والمراضة المشتركة والمسارات الدوائية للبَاربيتوريات.
قد يتنامى الاعتماد النفسي للباربيتوريات سريعًا، وعندها يشعر المرضى برغبة قوية في تناول أي دواء بَاربيتورياتيّ. يؤدي التعاطي المزمن للبَاربيتوريات إلى تدهور متوسط في الشخصية وأنانية وسلبية وفقدان الإرادة. وتشمل العلامات الجسدية قصور الإيماء ومشاكل في التخاطب وضعف ارتكاسي ورنح.